# Sörsjön (Hjälmseryds socken, Småland)
Sörsjön är en sjö i Sävsjö kommun i Småland och ingår i Lagans huvudavrinningsområde. Sjön har en area på 1,26 kvadratkilometer och ligger 204 meter över havet. Sjön avvattnas av vattendraget Lillån (Degerå).

## Delavrinningsområde
Sörsjön ingår i det delavrinningsområde (635210-142367) som SMHI kallar för Utloppet av Sörsjön. Medelhöjden är 214 meter över havet och ytan är 6,68 kvadratkilometer. Räknas de 15 delavrinningsområdena uppströms in blir den ackumulerade arean 187,86 kvadratkilometer. Lillån (Degerå) som avvattnar avrinningsområdet har biflödesordning 3, vilket innebär att vattnet flödar genom totalt 3 vattendrag innan det når havet efter 216 kilometer. Delavrinningsområdet består mestadels av skog (31 %), öppen mark (18 %) och jordbruk (19 %). Avrinningsområdet har 1,9 kvadratkilometer vattenytor vilket ger det en sjöprocent på 28,3 %.